# Fernando Cordero Rusque
Fernando Vicente Cordero Rusque (Valparaíso, 28 de abril de 1939-Santiago, 24 de enero de 2020) fue un policía y político chileno. Fue general director de Carabineros de Chile entre 1995 y 1997 y posteriormente ejerció como senador designado entre 1998 hasta 2006.

## Biografía

### Carrera en Carabineros
Realizó sus estudios en el Seminario Conciliar de La Serena. Luego ingresó a la Escuela de Carabineros el 16 de marzo de 1959, como aspirante a oficial. Su graduación como subteniente de Orden y Seguridad de Carabineros fue el 16 de diciembre de 1960.
Entre otras actividades, fue el gestor de la colección que dio forma al Museo Provincial de Tierra del Fuego en Porvenir, fundado en 1980 y que lleva su nombre. Luego, en 1986, fue declarado «Hijo Ilustre» de esa ciudad con motivo del centenario.
Asumió como general director de Carabineros el 16 de octubre de 1995. En ese cargo se desempeñó hasta el 27 de noviembre de 1997, cuando pasó a retiro.

### Historial militar
Su historial de ascensos en Carabineros de Chile es el siguiente:
- 1959: Escuela de Carabineros de Chile
- 1960: Subteniente
- 1964: Teniente
- 1970: Capitán
- 1976: Mayor
- 1982: Teniente coronel
- 1988: Coronel
- 1992: General
- 1994: General inspector
- 1995: General director

### Senador y actividades posteriores
En 1997 fue nombrado senador institucional por el Consejo de Seguridad Nacional, debido a su calidad de exdirector de Carabineros, según lo establecido en la Constitución Política de Chile, para el período comprendido desde 1998 hasta 2006. Integró la Comisión de Obras Públicas; la de Transportes y Telecomunicaciones y la de Vivienda y Urbanismo
Cordero se presentó como candidato a diputado de la Unión Demócrata Independiente por Coquimbo, Ovalle y Río Hurtado en las elecciones parlamentarias de 2005, obteniendo la segunda mayoría pero sin ser electo.

### Fallecimiento
Se confirmó su fallecimiento en la capital chilena a los 80 años.

## Historial electoral

### Elecciones parlamentarias 2005
Diputados por el Distrito N.º 8 (Coquimbo, Ovalle y Río Hurtado)
| Candidato                 | Pacto                          | Partido | Votos  | %     | Resultado |
| ------------------------- | ------------------------------ | ------- | ------ | ----- | --------- |
| Patricio Walker Prieto    | Concertación por la Democracia | DC      | 56 208 | 54,30 | Diputado  |
| Fernando Cordero Rusque   | Alianza por Chile              | UDI     | 18 648 | 18,02 |           |
| Francisco Encina Moriamez | Concertación por la Democracia | PS      | 15 511 | 14,99 | Diputado  |
| Alberto Gallardo Flores   | Alianza por Chile              | RN      | 8.387  | 8,10  |           |
| Miguel Solís Viera        | Juntos Podemos Más             | PC      | 2.875  | 2,78  |           |
| Mario González Vega       | Juntos Podemos Más             | PH      | 1.878  | 1,81  |           |